# دانيال لي (تريثلت)
دانيال لي (بالصينية: 李致和) هو تريثلت صيني، ولد في 24 يناير 1975 في هونغ كونغ في الصين.

## وصلات خارجية
- دانييل لي على موقع أوليمبيديا (الإنجليزية)